# Horváth Gyuláné Agócsy Erika
Horváth Gyuláné Agócsy Erika (Pécs, 1934. július 27. – Pécs, 2018. május 25.) magyar zenepedagógus, szolfézstanár. Édesapja, Agócsy László munkásságát folytatva részt vett a Kodály-koncepció külföldi terjesztésében. Fontos szerepet játszott a zeneóvoda tanítási módszereinek kidolgozásában, azok gyakorlati bevezetésében. 

## Élete
Agócsy László zenepedagógus, karnagy és Szigriszt Mária Valéria egyetlen gyermekeként született. Édesapja kisgyermekkorától tanította zenére. 1940-48-ig végezte az általános- és a zeneiskolát Pécsett, Tagja volt annak az előképzős zeneiskolai csoportnak, amely Kodály Zoltán személyes irányítása és édesapja, Agócsy László vezetése alatt Magyarországon először mutatta be a gyakorlatban a Kodály-koncepció egyes elemeit. 1948 és 1952 között a pécsi Zenetanárképző zongora, szolfézs és általános iskolai énektanár szakjait végezte el.
1952-70-ig a pécsi Állami Zeneiskola szolfézstanára, később tanszékvezető tanára lett. 1955. június 25-én ment férjhez Horváth Gyula hegedűművész, karmesterhez. Házasságkötésükhöz Kodály Zoltán és Bárdos Lajos táviratban gratulált. 1970 és 1980 között a soproni Állami Zeneiskola szolfézs- és tanszékvezető tanára volt, ekkoriban kezdte el a szakfelügyelői munkát, és folytatta a zeneóvodai módszertan kidolgozását, amit még Pécsett kezdett el. 1980-tól 1987-ig a budapesti Weiner Leó Állami Zeneiskola és Zeneművészeti Szakközépiskola vezető szolfézstanára volt. 1987-től 2018 májusában bekövetkezett haláláig is aktív társadalmi életet élt. Kezdeményezésére született meg a 2017. január 20. és 2018. január 31. között a Pécsi Tudásközpontban rendezett kiállítás, ahol az ő és családja munkásságát foglalták össze.

## Munkássága
Nevéhez fűződik a zeneóvoda tanítási módszerének kidolgozása Kodály elveit követve. A módszertan legfontosabb elemének a hallásfejlesztést választotta. Heti két alkalommal, 45 perces foglalkozásokat tartott, ahol főként Forrai Katalin: Ének az óvodában című alapművét használta. Fontosnak tartotta és munkássága több állomásán is sikerült megvalósítania azt az elképzelését és egyben azt a jó gyakorlatot, amely szerint a növendékek elméleti képzése az óvodától a zeneiskola 6. osztályáig egy tanár kezében volt. 
A szolfézstanításban legfontosabbnak a tudás gyakorlati alkalmazását, és a hangszeres tanárokkal való együttműködést, együtt haladást tartotta. Tanítványai, többek között: Jandó Jenő zongoraművész, Ligeti András, Szokolay Orsolya, Zempléni Szabolcs (kürtművész), Neumayer Károly (trombitaművész), Vass Ágnes (Gyermánné, hegedűművész), és fia: Horváth Csaba hegedűművész voltak. 
Külföldi kurzusok, előadások alkalmával Olaszországban, különösen Firenzében, Milánóban és Fermoban ismertette és mutatta be a Kodály-koncepció hazai eredményeit. 
Megalapította az Ifjú Zenebarátok táborokat. 1964-ben Ifjú Zenebarátok Klub-ot hozott létre Pécsett, amelyet 1971-től a Pécs környéki, nagyobb településeken, pl. Szigetváron is létrehozott. A klubok zenei életének színvonalát jelzi, hogy Szigetváron, 1967. november 13-án fellépett, és Beethoven C-dúr zongoraversenyét játszotta a máig legnagyobbnak tartott kubai zongoraművésznő: Zenaida Elvira Gonzáles Manfugás.
Aktívan részt vett az édesapja nevét viselő, pécsi Agócsy László Zeneiskola alapításában.
Horváth Gyuláné Agócsy Erika életművét Az Oktatásügy Kiváló dolgozója (1977) és az Arany Katedra Diploma (1996) díjakkal jutalmazták. 